# Komitet Światowego Dziedzictwa

Logo Komitetu Światowego Dziedzictwa

Komitet Światowego Dziedzictwa właśc. Międzyrządowy Komitet Ochrony Światowego Dziedzictwa Kulturalnego i Naturalnego (ang. World Heritage Committee) – komitet ustanowiony przez Konwencję w sprawie ochrony światowego dziedzictwa kulturowego i naturalnego z 1976 roku do realizacji jej postanowień.
Komitet prowadzi Listę światowego dziedzictwa UNESCO.

## Organizacja
W Komitecie zasiadają przedstawiciele z 21 państw wybierani przez Zgromadzenie Ogólne Państw-Stron Konwencji. Członkowie Komitetu są wybierani na okres do sześciu lat, przy czym większość Państw-Stron Konwencji dobrowolnie ustala kadencję swoich członków na cztery lata, by umożliwić innym Państwom członkostwo w Komitecie. Wszyscy członkowie Komitetu wybrani w 2009 i 2011 roku mają kadencje czteroletnie. Określona liczba mandatów może być zarezerwowana dla Państw-Stron, które nie posiadają żadnego obiektu na Liście światowego dziedzictwa, jeśli Komitet podejmie taką decyzję na sesji poprzedzającej Zgromadzenie Ogólne.
Członkowie Komitetu reprezentują obecnie (sierpień 2016) następujące państwa: Angolę (2015–2019), Azerbejdżan (2015–2019), Burkinę Faso (2015–2019), Chorwację (2013–2017), Kubę (2015–2019), Filipiny (2013–2017), Finlandię (2013–2017), Indonezję (2015–2019), Jamajkę (2013–2017), Kazachstan (2013–2017), Koreę Południową (2013–2017), Kuwejt (2015–2019), Liban (2013–2017), Peru (2013–2017), Polskę (2013–2017), Portugalię (2013–2017), Tanzanię (2015–2019), Tunezję (2015–2019), Wietnam (2013–2017) i Zimbabwe (2015–2019).

## Działalność
Komitet podejmuje decyzje dotyczące ogólnej polityki i zasad realizacji Konwencji w sprawie ochrony światowego dziedzictwa. Aby ułatwić wdrażanie Konwencji, Komitet opracowuje cele strategiczne. Aktualne cele strategiczne – cztery ustalone w 2002 roku (Deklaracja Budapesztańska) i jeden dodany w 2007 roku – to (w ang. 5C): 
- Wzmacnianie wiarygodności (Credibility) Listy światowego dziedzictwa
- Zapewnienie efektywnej ochrony i konserwacji (Conservation) dóbr światowego dziedzictwa
- Promocja skutecznego zwiększania kompetencji (Capacity building) Państw-Stron
- Wzrost społecznego zainteresowania, zaangażowania i wsparcia dla światowego dziedzictwa poprzez komunikację (Communication) społeczną
- Wzmacnianie roli społeczności (Communities) we wdrażaniu Konwencji światowego dziedzictwa

Komitet obraduje podczas dorocznych sesji, w trakcie których decyduje o wpisaniu obiektu na Listę światowego dziedzictwa, umieszczeniu na liście światowego dziedzictwa w zagrożeniu lub skreśleniu z tych list. Komitet może odłożyć decyzję odnośnie do wniosku nominacyjnego i poprosić o dodatkowe informacje lub wniosek odrzucić.
Komitetowi doradzają następujące organizacje: 
- Międzynarodowa Rada Ochrony Zabytków i Miejsc Historycznych (ang. International Council on Monuments and Sites, ICOMOS) – opiniuje wnioski nominacyjne w zakresie kryteriów kulturowych
- Międzynarodowa Unia Ochrony Przyrody (ang. International Union for Conservation of Nature, IUCN) – opiniuje wnioski nominacyjne w zakresie kryteriów przyrodniczych
- Międzynarodowy Ośrodek Studiów nad Ochroną i Konserwacją Dziedzictwa Kulturowego (ang. International Centre for the Study of the Preservation and Restoration of Cultural Property, ICCROM) – doradza w kwestiach konserwacji obiektów i programów szkoleniowych

Komitet decyduje również o wykorzystaniu Funduszu Dziedzictwa Światowego, przyznając pomoc finansową na wniosek Państw-Stron Konwencji. Roczna kwota do dyspozycji to 3 miliony dolarów amerykańskich.
Komitet monitoruje stan obiektów i działania podjęte w celu ich ochrony i zachowania – każde Państwo-Strona przedkłada Komitetowi cykliczne sprawozdania. Komitet może poprosić Państwo-Stronę o podjęcie kroków naprawczych, jeśli obiekt wpisany na listę nie jest właściwie zarządzany.
Komitet wspierany jest przez Sekretariat powołany przez Dyrektora Generalnego UNESCO. Funkcja Sekretariatu jest sprawowana przez Centrum Światowego Dziedzictwa (ang. World Heritage Centre), które zostało utworzone w tym celu w 1992 roku i mieści się w Paryżu.
Co dwa lata Komitet składa sprawozdanie ze swoich działań Zgromadzeniu Ogólnemu Państw-Stron i Konferencji Generalnej UNESCO.

## Lista sesji Komitetu Światowego Dziedzictwa

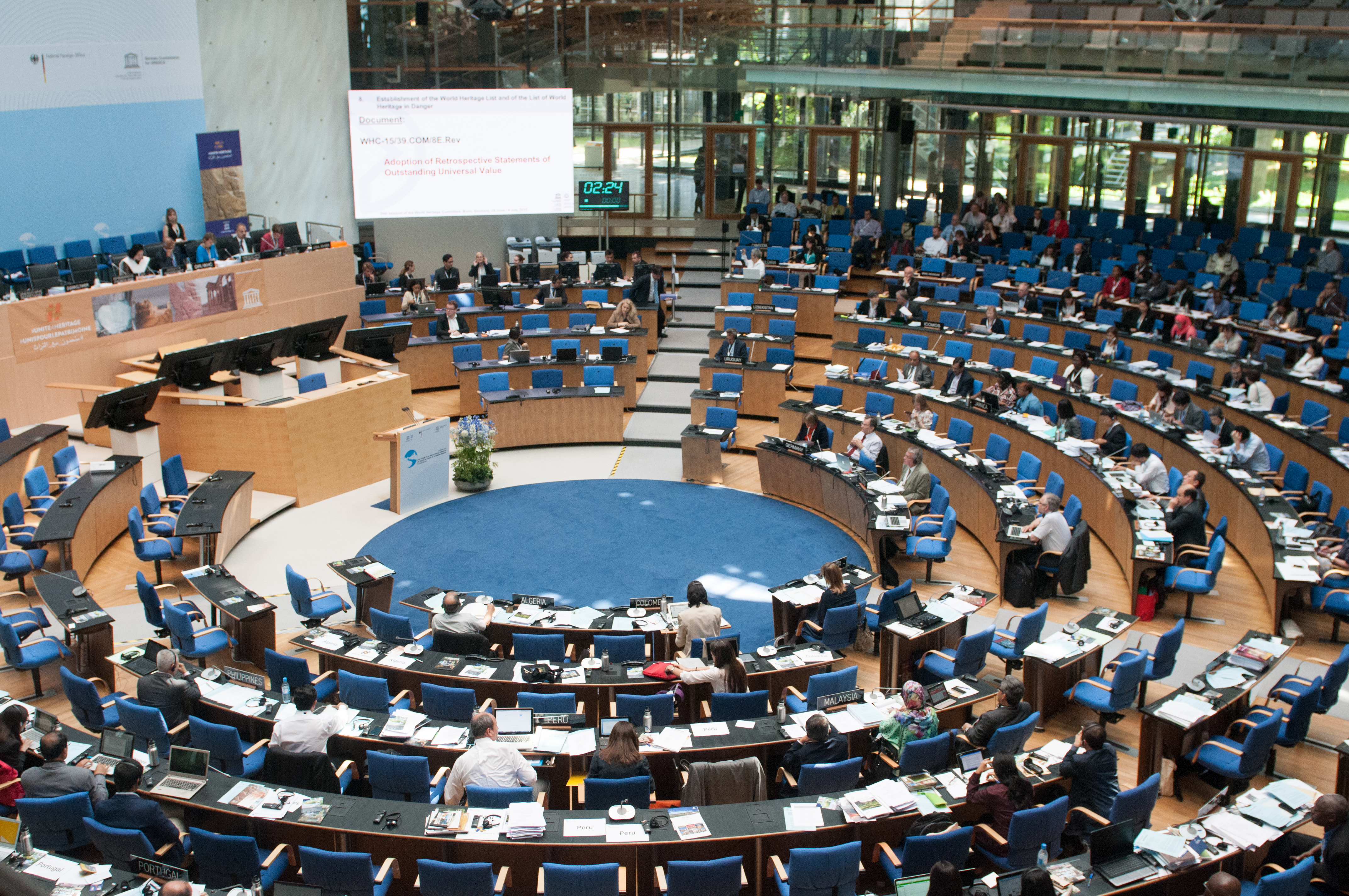
39. sesja Komitetu Światowego Dziedzictwa w Bonn, 28.06–08.07.2015

| Konferencja | Rok  | Data              | Miejsce        | Państwo           |
| ----------- | ---- | ----------------- | -------------- | ----------------- |
| 1           | 1977 | 27.06–1.07        | Paryż          | Francja           |
| 2           | 1978 | 5–8.09            | Waszyngton     | Stany Zjednoczone |
| 3           | 1979 | 22–26.10          | Kair i Luksor  | Egipt             |
| 4           | 1980 | 1–5.09            | Paryż          | Francja           |
| 5           | 1981 | 26–30.10          | Sydney         | Australia         |
| 6           | 1982 | 13–17.12          | Paryż          | Francja           |
| 7           | 1983 | 5–9.12            | Florencja      | Włochy            |
| 8           | 1984 | 29.10–2.11        | Buenos Aires   | Argentyna         |
| 9           | 1985 | 2–6.12            | Paryż          | Francja           |
| 10          | 1986 | 24–28.11          | Paryż          | Francja           |
| 11          | 1987 | 7–11.12           | Paryż          | Francja           |
| 12          | 1988 | 5–9.12            | Brasília       | Brazylia          |
| 13          | 1989 | 11–15.12          | Paryż          | Francja           |
| 14          | 1990 | 7–12.12           | Banff          | Kanada            |
| 15          | 1991 | 9–13.12           | Kartagina      | Tunezja           |
| 16          | 1992 | 7–14.12           | Santa Fe       | Stany Zjednoczone |
| 17          | 1993 | 6–11.12           | Cartagena      | Kolumbia          |
| 18          | 1994 | 12–17.12          | Phuket         | Tajlandia         |
| 19          | 1995 | 4–9.12            | Berlin         | Niemcy            |
| 20          | 1996 | 2–7.12            | Mérida         | Meksyk            |
| 21          | 1997 | 1–6.12            | Neapol         | Włochy            |
| 22          | 1998 | 30.11–5.12        | Kioto          | Japonia           |
| 23          | 1999 | 29.11–4.12        | Marrakesz      | Maroko            |
| 24          | 2000 | 27.11–2.12        | Cairns         | Australia         |
| 25          | 2001 | 11–16.12          | Helsinki       | Finlandia         |
| 26          | 2002 | 24–29.06          | Budapeszt      | Węgry             |
| 27          | 2003 | 30.06–5.07        | Paryż          | Francja           |
| 28          | 2004 | 28.06–7.07        | Suzhou         | Chiny             |
| 29          | 2005 | 10–17.07          | Durban         | Południowa Afryka |
| 30          | 2006 | 8–16.07           | Wilno          | Litwa             |
| 31          | 2007 | 23.6–1.07         | Christchurch   | Nowa Zelandia     |
| 32          | 2008 | 2–10.07           | Quebec         | Kanada            |
| 33          | 2009 | 22–30.06          | Sewilla        | Hiszpania         |
| 34          | 2010 | 25.07–3.08        | Brasília       | Brazylia          |
| 35          | 2011 | 19–29.06          | Paryż          | Francja           |
| 36          | 2012 | 24.06–06.07       | Petersburg     | Rosja             |
| 37          | 2013 | 16–27.06          | Phnom Penh     | Kambodża          |
| 38          | 2014 | 15–25.06          | Doha           | Katar             |
| 39          | 2015 | 28.06–08.07       | Bonn           | Niemcy            |
| 40          | 2016 | 10–17.07 24–26.10 | Stambuł Paryż  | Turcja · Francja  |
| 41          | 2017 | 02-12.07          | Kraków         | Polska            |
| 42          | 2018 | 24.06-04.07       | Manama         | Bahrajn           |
| 43          | 2019 | 30.06-10.07       | Baku           | Azerbejdżan       |
| 44          | 2021 | 16-31.07          | Fuzhou/on-line | Chiny/on-line     |
| 45          | 2023 | 10-25.09          | Rijad          | Arabia Saudyjska  |
| 46          | 2024 | 21-31.07          | Nowe Delhi     | Indie             |
| 47          | 2025 | 6-16.07           | Paryż          | Francja           |

### Sesje nadzwyczajne
Odbyły się również następujące sesje nadzwyczajne Komitetu:
| Sesja nadzwyczajna | Rok  | Data     | Miejsce | Państwo |
| ------------------ | ---- | -------- | ------- | ------- |
| 1                  | 1981 | 10–11.09 | Paryż   | Francja |
| 2                  | 1997 | 29.10    | Paryż   | Francja |
| 3                  | 1999 | 12.07    | Paryż   | Francja |
| 4                  | 1999 | 30.10    | Paryż   | Francja |
| 5                  | 2001 | 01.11    | Paryż   | Francja |
| 6                  | 2003 | 17–22.03 | Paryż   | Francja |
| 7                  | 2004 | 06–11.12 | Paryż   | Francja |
| 8                  | 2007 | 25.10    | Paryż   | Francja |
| 9                  | 2010 | 14.06    | Paryż   | Francja |
| 10                 | 2011 | 09.11    | Paryż   | Francja |
| 11                 | 2015 | 19.11    | Paryż   | Francja |
| 12                 | 2017 | 15.11    | Paryż   | Francja |
| 13                 | 2019 | 28.11    | Paryż   | Francja |
| 14                 | 2020 | 02.11    | online  | online  |
| 15                 | 2021 | 29.03    | online  | online  |
| 16                 | 2021 | 26.11    | Paryż   | Francja |
| 17                 | 2022 | 12.03    | Paryż   | Francja |
| 18                 | 2023 | 24-25.01 | Paryż   | Francja |